# Сандерленд (Вермонт)
Сандерленд (англ. Sunderland) — місто (англ. town) в США, в окрузі Беннінґтон штату Вермонт. Населення — 1056 осіб (2020).

## Демографія
Згідно з переписом 2010 року, у місті мешкало 956 осіб у 393 домогосподарствах у складі 277 родин. Було 525 помешкань
Расовий склад населення:
| - 96,9 % — білих - 0,3 % — азіатів - 0,2 % — чорних або афроамериканців |

До двох чи більше рас належало 2,4 %. Частка іспаномовних становила 2,0 % від усіх жителів.
За віковим діапазоном населення розподілялося таким чином: 21,2 % — особи молодші 18 років, 59,9 % — особи у віці 18—64 років, 18,9 % — особи у віці 65 років та старші. Медіана віку мешканця становила 45,3 року. На 100 осіб жіночої статі у місті припадало 95,9 чоловіків;  на 100 жінок у віці від 18 років та старших — 96,6 чоловіків також старших 18 років.
Середній дохід на одне домашнє господарство  становив 76 767 доларів США (медіана — 58 472), а середній дохід на одну сім'ю — 91 977 доларів (медіана — 70 000). Медіана доходів становила 52 734 долари для чоловіків та 39 500 доларів для жінок. За межею бідності перебувало 4,8 % осіб, у тому числі 0,0 % дітей у віці до 18 років та 3,4 % осіб у віці 65 років та старших.
Цивільне працевлаштоване населення становило 485 осіб. Основні галузі зайнятості: освіта, охорона здоров'я та соціальна допомога — 22,9 %, роздрібна торгівля — 14,2 %, виробництво — 12,8 %.